# María Eugenia Estenssoro
María Eugenia Estenssoro (La Paz, Bolivia, 15 de abril de 1958) es una periodista y política argentina. Fue senadora de la Nación, representando a la Ciudad Autónoma de Buenos Aires por la Coalición Cívica. 
Su bisabuelo, cuyo hijo fue uno de los fundadores de Yacimientos Petrolíferos Fiscales de Bolivia, descubrió el petróleo en dicho país. Su familia incluye dos expresidentes de Bolivia (su tío abuelo Víctor Paz Estenssoro y también Hugo Banzer Suárez). Sus padres se radicaron en Argentina en 1964, y cursó sus estudios secundarios en el Northlands School en Olivos. Su padre, José Pepe Estenssoro, fue presidente de Yacimientos Petrolíferos Fiscales (YPF) durante la presidencia de Carlos Menem.
Entre los años 2003 y 2007 ocupó el cargo de legisladora de la Ciudad Autónoma de Buenos Aires, para el cual volvió a ser elegida en las elecciones legislativas de 2013 por UNEN, renunciando en 2015.

## Biografía

### Carrera periodística
A los 16 años fue a estudiar a EE. UU. Eligió una formación humanística. Cursó una licenciatura en Literatura inglesa y francesa en el Smith College (Massachusetts). 
Regresó a la Argentina en 1983. Su primer trabajo fue como reportera. Asimismo, fue reportera para la revista Time y para The Wall Street Journal. [cita requerida]
En los años 90 trabajó para la revista Mercado y luego fue editora de la sección política de la revista semanalNoticias.

### Activista social
A partir de 1998 se casó con Felipe Gallitrico e inició su camino como emprendedora social. En ese año le fue ofrecido crear y dirigir la Fundación Endeavor Argentina, "dedicada a apoyar a emprendedores de alto potencial y a generar una cultura emprendedora" siendo, junto con los fundadores, la impulsora del prototipo del modelo en Argentina el cual, posteriormente, se replicó en Chile, Uruguay, Brasil y México. Dejó la dirección ejecutiva en 2000 y un año más tarde creó, junto con Haroldo Grisanti, la Fundación Equidad que promueve la inclusión social y educativa utilizando las nuevas tecnologías de la información (TIC's).
También ha sido miembro del directorio de Poder Ciudadano y de Transparency International. Participó en actividades del Centro para el Nuevo Liderazgo y es miembro de la Red de Acción Política (RAP) de Argentina.
Es cofundadora y presidenta del Capítulo Argentino del International Women's Forum, asociación que reúne a mujeres de 21 países destacadas en sus actividades y que promueve el acceso de la mujer a puestos de decisión en los sectores público y privado en lo atinente a temas sociales, culturales y científicos. Desde su tarea en el Foro intenta alcanzar el propósito de que las mujeres superen las barreras que aún existen a fin de lograr marcar una diferencia en la sociedad y en la vida política argentina.

### Carrera política

#### Senadora nacional
Fue elegida Senadora Nacional en diciembre de 2007 (período 2007-2013) con alrededor del 29 % de los votos obteniendo la mayoría por su distrito. Fue miembro de la comisión de Sistemas, Medios de Comunicación y Libertad de Expresión y de las comisiones de Presupuesto y Hacienda; Trabajo y Previsión Social; Minería, Energía y Combustibles y de Población y Desarrollo Humano. El 21 de diciembre de 2010 fue elegida,[cita requerida] por consenso en su partido (Coalición Cívica-ARI), candidata a la Jefatura de Gobierno de la Ciudad Autónoma de Buenos Aires, obteniendo el cuarto lugar con el 3,31 % de los votos. El 12 de septiembre de 2012 creó un interbloque de senadores con el Frente Amplio Progresista.

#### Legisladora porteña
Finalizando su mandato como senadora en diciembre de 2013, Estenssoro secunda a Gustavo Vera en la lista de UNEN para legisladores porteños.
Renunció a su banca el 4 de marzo de 2015, siendo efectiva a partir del 1 de abril del corriente año. Aseguró en su cuenta de Facebook, que buscaba retornar a la "sociedad civil y el periodismo", abandonando la política partidaria.

## Vida personal
Tiene tres hijos (Blas, Gaspar y Francisca) y está en pareja con Haroldo Grisanti.[cita requerida]